# Виначац
Виначац или Вјеначац био је средњовековни град у Босни, војно седиште жупе Невесиње.

## Историја
Виначац се налазио у близини данашњег Удрежња, у правцу жупе Трусине. Први пут се спомиње 1435. године када је Стефан Вукчић Косача издао повељу Дубровачкој републици. Арагонски краљ Алфонс V потврдио је војводи Стефану Вукчићу његове поседе 1444. године. Међу набројаним градовима налазио се и Виначац. Средином 15. века Виначац је у рукама Владислава Херцеговића. Владислав ратује са Стефаном Вукчићем 1452. године. Следеће године Дубровчани пишу писмо своме кнезу под Виначацом. Извор из 1454. године говори да је Виначац поново у рукама Стефана Вукчића. Виначац је био место окупљања страних и домаћих трговаца. Дубровачки извори сведоче о пљачкама које су вршене у околини Виначаца. У Виначац се могло ући из три правца: из Невесиња, из Трусине и из Благаја. 